# Kleetop
În geometrie Kleetopul unui poliedru sau a unui politop convex P este un alt poliedru sau politop PK format prin înlocuirea fiecărei fațete a lui P cu o piramidă. Denumirea vine de la Victor Klee.

## Exemple
Tetraedrul triakis este Kleetopul unui tetraedru, octaedrul triakis este Kleetopul unui octaedru, iar icosaedrul triakis este Kleetopul unui icosaedru. În fiecare dintre aceste cazuri Kleetopul este format prin adăugarea unei piramide triunghiulare pe fiecare față a poliedrului inițial. Conway generalizează prefixul kis al lui Kepler drept operatorul „kis”.
| tetraedru triakis Kleetopul tetraedrului | hexaedru tetrakis Kleetopul cubului | octaedru triakis Kleetopul octaedrului | dodecaedru pentakis Kleetopul dodecaedrului | icosaedru triakis Kleetopul icosaedrului |

Hexaedrul tetrakis se formează prin adăugarea de piramide pătrate pe fețele cubului, iar dodecaedrul pentakis prin adăugarea de piramide pentagonale pe fețele dodecaedrului.
| dodecaedru disdiakis Kleetopul dodecaedrului rombic. | triacontaedru disdiakis Kleetopul triacontaedrului rombic. | icosidodecaedru tripentakis Kleetopul icosidodecaedrului. | Bipiramidele, ca bipiramida pentagonală, pot fi considerate Kleetopuri ale diedrelor respective. |

Poliedrul de bază al unui Kleetop nu trebuie să fie un poliedru platonic. De exemplu, dodecaedrul disdiakis este Kleetopul dodecaedrului rombic, format prin înlocuirea fiecărei fețe rombice a dodecaedrului cu o piramidă rombică, iar triacontaedrul disdiakis este Kleetopul triacontaedrului rombic. De fapt, poliedrul de bază al unui Kleetop nu trebuie să fie tranzitiv pe fețe, așa cum se poate vedea din icosidodecaedrul tripentakis de mai sus.
| micul dodecaedru stelapentakis Kleetop al micului dodecaedru stelat. | marele dodecaedru stelapentakis Kleetop al marele dodecaedru stelat. | marele dodecaedru pentakis Kleetop al marelui dodecaedru. | marele icosaedru triakis Kleetop al marelui icosaedru. |

## Definiții
O metodă de a construi Kleetopul unui politop P este să se plaseze un nou vârf în afara P, lângă centroidul fiecărei fațete. Dacă toate aceste noi vârfuri sunt plasate suficient de aproape de centroizii corespunzători, atunci singurele alte vârfuri vizibile din ele vor fi vârfurile fațetelor pe care sunt definite. În acest caz, Kleetopul lui P este anvelopa convexă al reuniunii vârfurilor lui P cu mulțimea noilor vârfuri.
Alternativ, un Kleetop poate fi definit de dualitate și operația sa duală, trunchiere: Kleetopul P este poliedrul dual al trunchierii dualului lui P.

## Proprietăți și aplicații
Dacă P are suficiente vârfuri în raport cu dimensiunea sa, atunci Kleetop-ul lui P este dimensional fără ambiguitate: graful format din muchiile și vârfurile sale nu este graful unui poliedru sau politop diferit cu o dimensiune diferită. Mai precis, dacă numărul de vârfuri ale unui politop d-dimensional P este de cel puțin d2/2, atunci PK este lipsit de ambiguitate din punct de vedere dimensional.
Dacă fiecare față i-dimensională a unui politop d-dimensional P este un simplex, iar dacă i ≤ d −2, atunci fiecare față (i+1)-dimensională a lui PK este și ea un simplex. În special, Kleetopul oricărui poliedru tridimensional este un poliedru simplicial, un poliedru în care toate fațetele sunt triunghiuri.
Kleetopurile pot fi utilizate pentru a genera poliedre care nu au niciun drum hamiltonian: orice drum prin unul dintre vârfurile adăugate prin construcția Kleetop trebuie să intre și să iasă din vârf prin vârfurile vecine din poliedrul inițial și dacă există mai multe vârfuri noi decât vârfuri înițiale, atunci nu există destui vecini pentru a merge în jur. În special în graful Goldner–Harary, Kleetopul bipiramidei triunghiulare, are șase vârfuri adăugate prin construcția Kleetop și doar cinci în bipiramida din care a fost format, deci este nehamiltonian; este cel mai simplu poliedru simplicial nehamiltonian posibil. Dacă un poliedru cu n vârfuri  este format prin repetarea construcției Kleetop de câteva ori, pornind de la un tetraedru, atunci cel mai lung drum are lungimea O(nlog32).
Kleetopurile au, de asemenea, unele proprietăți extreme legate de gradele nodurilor: dacă fiecare muchie dintr-un graf planar este incidentă cu cel puțin alte șapte muchii, atunci trebuie să existe un vârf de grad cel mult cinci, ai cărui vecini, cu excepția unuia, au gradul 20 sau mai mult, iar Kleetopul Kleetopului icosaedrului oferă un exemplu în care vârfurile de grad înalt au gradul de exact 20.